# Península de Cartmel
A Península de Cartmel (em inglês, Cartmel Peninsula) é uma península em Cúmbria, Inglaterra. Ela se projeta em direção ao sul na baía de Morecambe, delimitada pelos estuários do rio Leven, a oeste, e do rio Winster, a leste. É, junto com a Península de Furness, (da qual é separada pelo Leven) uma das duas áreas que formaram o hundred histórico de Lonsdale, também conhecido como Lancashire North of the Sands. Por ser mais famosa, Furness é frequentemente usada para descrever ambas as penínsulas juntas. Ao norte, suas fronteiras são geralmente indicadas pelas margens do lago Windermere e a divisa com o condado histórico de Westmorland, entre o lago e a cabeceira do Winster.

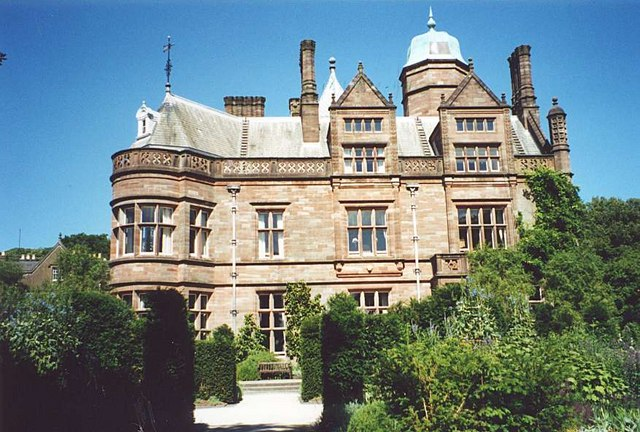
Holker Hall, palácio rural hoje pertencente à família Cavendish

Historicamente, a área era controlada pelos monges do Priorado de Cartmel. Após sua dissolução, grande parte das terras locais passou a ser propriedade da família Preston, em Holker Hall. Através do casamento, Holker tornou-se parte da propriedade da família Cavendish. Assim como a propriedade ao redor de Holker, os Cavendish ainda possuem grande parte das terras da Península.
A Península de Cartmel é amplamente rural, dominada por afloramentos de calcário e pelas montanhas cumbrianas com vista para o mar. Há alguma agricultura, com cordeiros de sapal criados nas areias da Baía de Morecambe que circundam a península, o que é limitado pela paisagem desafiadora. 
A península moderna é um destino turístico popular. Junto com Furness, Cartmel é comercializada como parte das Penínsulas de Lake District, embora o parque nacional cubra apenas sua parte norte. A única cidade de Cartmel é Grange-over-Sands, uma estância balnear vitoriana. O crescimento de Grange foi resultado da Furness Railway, ferrovia que corre ao longo da borda sul da península, com estações em Grange, Cark and Cartmel e Kents Bank. 
O nome de Cartmel é conhecido internacionalmente como um destino foodie. É o lar do L'Enclume, famoso restaurante de duas estrelas Michelin que, entre 2013 e 2017, foi considerado o melhor do Reino Unido pelo Good Food Guide,  e do sticky toffee pudding, produzido na vila e vendido globalmente.
Os seguintes assentamentos e locais podem ser encontrados na península:
- Allithwaite
- Ayside
- Cark
- Cartmel
- Cartmel Racecourse (hipódromo)
- Flookburgh
- Grange-over-Sands
- High Newton
- Holker Hall
- Lindale
- Low Newton
- Newby Bridge
- Priorado de Cartmel
- Ravenstown

- Commons